# Zandvoorts
Het Zandvoorts is het dialect dat men vanouds in de Noord-Hollandse plaats Zandvoort spreekt. Het behoort nog net tot de Zuid-Hollandse dialecten.

## Plaatsbepaling
Meer in het bijzonder behoort het tot wat Johan Winkler in zijn Dialecticon "Strand-Hollandsch" noemde: een groep dialecten gesproken door zeevissers, die heel veel meer van de standaardtaal afwijken dan de dialecten uit het binnenland. Verder behoren tot die groep het Noordwijks, Katwijks en Schevenings. Door zijn noordelijker ligging heeft het Zandvoorts ook elementen die men voorts alleen boven het IJ aantreft; vooral met het Egmonds bestaat verwantschap. Het Zandvoorts valt daardoor, net als het Aalsmeers, in een overgangszone van noordelijk naar zuidelijk Hollands.

## Kenmerken
In Zandvoort komt ontronding voor van de u, op plaatsen waar die uit een o ontstaan is. Zo kent men verk voor "vork" (uit ouder *vurk). Dit herinnert aan het Egmonds, waar dit verschijnsel consequent is doorgevoerd.
De e wordt voor een r dikwijls tot o. In woorden als dorde "derde", Korsemes "Kerstmis" en vors "vers" is dit algemeen in het conservatieve Zuid-Hollands: men treft het door het hele dialectgebied aan (in tegenstelling tot het Noord-Hollandse darde en Karsttoid). In Zandvoort treedt die o echter eveneens op in orges "ergens", ort "erwt", worf "werf" en zworve "zwerven". Vergelijkbare dialecten hebben daar vaak een u (Katwijks urt, wurf).
De au en ou worden nog onderscheiden, net als in onder meer het Katwijks en het Aalsmeers.
In een paar woorden waar de standaardtaal een oe heeft treedt een ou op: roupe en zouke. Dit is typisch voor het oude Zuid-Hollands: het komt ook voor in Katwijk en Noordwijk en in de Hoeksche Waard (opgegeven voor Oud-Beijerland), maar weer niet in Aalsmeer.
Een kenmerk dat eerder Noord- dan Zuid-Hollands is, is het achtervoegsel -skip voor "-schap": blaiskip. Dit typisch Ingweoonse kenmerk is algemeen in Noord-Holland boven het IJ en uiteraard in het Fries en het Engels (als -ship); verder komt het nog voor in het Aalsmeers (als -schip) maar niet meer in het Noordwijks en Katwijks.
Ook typisch noordelijk is het woord toon voor "teen". Zandvoort staat hierin binnen het Zuid-Hollandse taalgebied helemaal alleen; het is de zuidelijkste plaats waar dit woord voorkomt. Andere Zuid-Hollandse relictdialecten, inclusief het Aalsmeers, hebben tee.
De Oergermaanse sk- is in Zandvoort niet sch- geworden: skip, skool. Dit is redelijk typisch voor het "Strand-Hollands", hoewel het in Scheveningen niet voorkomt. Ook in het Aalsmeers is het onbekend. De sk- sluit uiteraard wel goed aan op de Noord-Hollandse dialecten.
De w is in het Zandvoorts nog altijd bilabiaal. Ook dit is typisch voor de vissersdialecten, al ontbreekt het opnieuw in Scheveningen. Wat het Hollands betreft komt het voorts enkel nog voor in het Egmonds.
Wat de grammatica betreft wordt als bijzonderheid genoemd dat men hem als bezittelijk voornaamwoord gebruikt. In de omgeving komt vaker het tegenovergestelde voor (zijn als objectsvorm).

## Behoud en cultivatie
Ondanks de grote druk die het massatoerisme uitoefent is het Zandvoorts nog niet uitgestorven. Een plaatselijke folkloristische vereniging voert toneelstukken op in het Zandvoorts.